# Phaeophilacris angolensis
Phaeophilacris angolensis är en insektsart som beskrevs av Bolívar, I. 1890. Phaeophilacris angolensis ingår i släktet Phaeophilacris och familjen syrsor. Inga underarter finns listade i Catalogue of Life.